# 愛媛県道43号長浜中村線
愛媛県道43号長浜中村線（えひめけんどう43ごう ながはまなかむらせん）は、愛媛県大洲市を通る県道（主要地方道）である。

## 概要

### 路線データ
- 起点：大洲市長浜町沖浦（国道378号交点）
- 終点：大洲市中村殿町（国道56号・国道197号交点）

## 歴史
- 1993年（平成5年）5月11日 - 建設省から、県道長浜中村線が長浜中村線として主要地方道に指定される[1]。

## 地理

### 通過する自治体
- 大洲市

### 交差する道路
| 交差する道路                    | 交差する場所 | 交差する場所 |
| ------------------------------- | ------------ | ------------ |
| 国道378号                       | 長浜町沖浦   | 起点         |
| 愛媛県道28号長浜保内線          | 長浜町下須戒 |              |
| 愛媛県道248号瀬田八多喜停車場線 | 八多喜町     |              |
| 愛媛県道240号櫛生大洲線         | 五郎         |              |
| 愛媛県道231号大洲停車場線       | 若宮         |              |
| 国道56号 国道197号              | 中村殿町     | 終点         |

### 交差する鉄道
- 予讃線

### 沿線
- 大洲市立長浜中学校
- 大洲市立柴小学校
- 大洲市立喜多小学校
- JR四国予讃線 伊予大洲駅